# A JAG – Becsületbeli ügyek epizódjainak listája
A JAG epizódjainak listája a JAG – Becsületbeli ügyek című amerikai sorozat egyes részeit mutatja, tartalmazza mind a tíz évadot, eredeti adásidőpontokkal, helyszínekkel, valamint ezekhez kapcsolódó egyéb információkkal. A helyszínek nem a forgatási, hanem a történetben szereplő helyszíneket jelölik.
A sorozat első évada az NBC műsorán szerepelt; a későbbieket a CBS sugározta.

## Évados áttekintés
| Évad | Évad | Epizódok | Eredeti sugárzás     | Eredeti sugárzás  | Eredeti adó |
| Évad | Évad | Epizódok | Évadpremier          | Évadfinálé        | Eredeti adó |
| ---- | ---- | -------- | -------------------- | ----------------- | ----------- |
|      | 1    | 22       | 1995. szeptember 23. | 1996. július 8.   | NBC         |
|      | 2    | 15       | 1997. január 3.      | 1997. április 18. | CBS         |
|      | 3    | 24       | 1997. szeptember 23. | 1998. május 19.   | CBS         |
|      | 4    | 24       | 1998. szeptember 22. | 1999. május 25.   | CBS         |
|      | 5    | 25       | 1999. szeptember 21. | 2000. május 23.   | CBS         |
|      | 6    | 24       | 2000. október 3.     | 2001. május 22.   | CBS         |
|      | 7    | 24       | 2001. szeptember 25. | 2002. május 21.   | CBS         |
|      | 8    | 24       | 2002. szeptember 24. | 2003. május 20.   | CBS         |
|      | 9    | 23       | 2003. szeptember 26. | 2004. május 21.   | CBS         |
|      | 10   | 22       | 2004. szeptember 24. | 2005. április 29. | CBS         |

## 1. évad (1995-1996)
| Sor. | Év. | Cím                                     | Rendező              | Író | Premier              | Nézettség    |
| ---- | --- | --------------------------------------- | -------------------- | --- | -------------------- | ------------ |
| 1.   | 1.  | Egy új élet 1. rész (A New Life Part 1) | Donald P. Bellisario | Donald P. Bellisario                                                                                       | 1995. szeptember 23. | 16,00 millió |
| 2.   | 2.  | Egy új élet 2. rész (A New Life Part 2) | Donald P. Bellisario | Donald P. Bellisario                                                                                       | 1995. szeptember 23. | 16,00 millió |
| 3.   | 3.  | Az Árnyék (Shadow)                      | Donald P. Bellisario | Donald P. Bellisario                                                                                       | 1995. szeptember 30. | 11,00 millió |
| 4.   | 4.  | A sivatag fia (Desert Son)              | Joe Napolitano       | Történet: Robert Crais Tévéjáték: Robert Crais & Evan Katz & Donald P. Bellisario                          | 1995. október 7.     | 11,10 millió |
| 5.   | 5.  | Déjà Vu (Déjà Vu)                       | Doug Lefler          | Evan Katz                                                                                                  | 1995. október 21.    | 9,90 millió  |
| 6.   | 6.  | Vezérlési hiba (Pilot Error)            | Les Landau           | Történet: Jack Orman Tévéjáték: Jack Orman & Robert Cochran & Donald P. Bellisario                         | 1995. november 4.    | 10,30 millió |
| 7.   | 7.  | A háború árnyéka (War Cries)            | Duwayne Dunham       | R. Scott Gemmill                                                                                           | 1995. november 11.   | 10,80 millió |
| 8.   | 8.  | Börtönlázadás (Brig Break)              | Jim Johnston         | Történet: Robert Cochran Tévéjáték: Reuben Leder & Robert Cochran                                          | 1995. december 2.    | 10,40 millió |
| 9.   | 9.  | Handzsár (Scimitar)                     | John McPherson       | Robert Cochran                                                                                             | 1995. december 9.    | 9,10 millió  |
| 10.  | 10. | Újoncok (Boot)                          | Jim Johnston         | Lucian K. Truscott IV                                                                                      | 1996. január 6.      | 11,90 millió |
| 11.  | 11. | Jelenségek (Sightings)                  | Tom Del Ruth         | Evan Katz                                                                                                  | 1996. január 13.     | 10,10 millió |
| 12.  | 12. | A testvériség (The Brotherhood)         | Michael Zinberg      | R. Scott Gemmill & Donald P. Bellisario                                                                    | 1996. február 3.     | 10,40 millió |
| 13.  | 13. | Védekező tevékenység (Defensive Action) | Ray Austin           | Terry Curtis Fox                                                                                           | 1996. március 13.    | 12,10 millió |
| 14.  | 14. | Elfüstölve (Smoked)                     | Jim Johnston         | Donald P. Bellisario                                                                                       | 1996. március 20.    | 12,60 millió |
| 15.  | 15. | Hemlock (Hemlock)                       | Jim Johnston         | Történet: Robert Cochran & Jack Orman és Donald P. Bellisario Tévéjáték: Jack Orman & Donald P. Bellisario | 1996. március 27.    | 14,00 millió |
| 16.  | 16. | Magas terep (High Ground)               | Ray Austin           | Robert L. McCullough & Greg Strangis                                                                       | 1996. április 3.     | 12,30 millió |
| 17.  | 17. | Titkos bevetések (Black Ops)            | Ray Austin           | Történet: Greg Strangis & Peter Lance & Robert McCullough Tévéjáték: Greg Strangis & Robert L. McCullough  | 1996. április 10.    | 12,90 millió |
| 18.  | 18. | Túlélők (Survivors)                     | Greg Beeman          | Történet: R. Scott Gemmill Tévéjáték: R. Scott Gemmill & Donald P. Bellisario & Jack Orman                 | 1996. április 17.    | 10,90 millió |
| 19.  | 19. | Felépülés (Recovery)                    | Joe Napolitano       | Jack Orman                                                                                                 | 1996. május 1.       | 11,30 millió |
| 20.  | 20. | A fogoly (The Prisoner)                 | Michael Zinberg      | Evan Katz                                                                                                  | 1996. május 8.       | 9,40 millió  |
| 21.  | 21. | Árész (Ares)                            | Ray Austin           | Eric Hall & Jack Orman                                                                                     | 1996. május 22.      | 9,20 millió  |
| 22.  | 22. | Hiányos legénység (Skeleton Crew)       | Donald P. Bellisario | Donald P. Bellisario                                                                                       | 1996. július 8.      | n.a          |

## 2. évad (1997)
| Sor. | Év. | Cím                                         | Rendező         | Író                                                                            | Premier           | Nézettség    |
| ---- | --- | ------------------------------------------- | --------------- | ------------------------------------------------------------------------------ | ----------------- | ------------ |
| 23.  | 1.  | A nép nevében (We the People)               | Les Landau      | Donald P. Bellisario                                                           | 1997. január 3.   | 12,32 millió |
| 24.  | 2.  | Titkok (Secrets)                            | Ray Austin      | Tom Towler                                                                     | 1997. január 10.  | 12,64 millió |
| 25.  | 3.  | Az átok (Jinx)                              | Jerry Jameson   | Jack Orman                                                                     | 1997. január 17.  | 11,56 millió |
| 26.  | 4.  | Hősök (Heroes)                              | Tony Wharmby    | R. Scott Gemmill                                                               | 1997. január 24.  | 13,13 millió |
| 27.  | 5.  | Újonc avatás (Crossing the Line)            | Tony Wharmby    | Stephen Zito                                                                   | 1997. január 31.  | 11,91 millió |
| 28.  | 6.  | Ők hárman (Trinity)                         | Alan J. Levi    | Jack Orman                                                                     | 1997. február 7.  | 11,71 millió |
| 29.  | 7.  | Szellemek (Ghosts)                          | Ray Austin      | Történet: Brian Nelson és R. Scott Gemmill Tévéjáték: R. Scott Gemmill         | 1997. február 14. | 11,14 millió |
| 30.  | 8.  | Szabadnap (Full Engagement)                 | Alan J. Levi    | Jack Orman                                                                     | 1997. február 21. | 12,25 millió |
| 31.  | 9.  | Washington-i látogatás (Washington Holiday) | Joe Napolitano  | Stephen Zito                                                                   | 1997. február 28. | 12,62 millió |
| 32.  | 10. | A játszma (The Game of Go)                  | Ray Austin      | Tom Towler                                                                     | 1997. február 28. | 11,70 millió |
| 33.  | 11. | Felderítők (Force Recon)                    | Alan J. Levi    | Történet: Tom Towler és R. Scott Gemmill Tévéjáték: Tom Towler és Stephen Zito | 1997. március 7.  | 11,05 millió |
| 34.  | 12. | Az őrangyal (The Guardian)                  | Michael Schultz | Jack Orman                                                                     | 1997. március 28. | 10,89 millió |
| 35.  | 13. | Kék kód (Code Blue)                         | Tony Wharmby    | R. Scott Gemmill                                                               | 1997. április 4.  | 12,07 millió |
| 36.  | 14. | Cowboyok és Kozákok (Cowboys & Cossacks)    | Tony Wharmby    | R. Scott Gemmill                                                               | 1997. április 11. | 12,13 millió |
| 37.  | 15. | Randevú (Rendezvous)                        | Duwayne Dunham  | Craig Tepper                                                                   | 1997. április 18. | 10,63 millió |

## 3. évad (1997-1998)
| Sor. | Év. | Cím                                                            | Rendező              | Író                                                                                 | Premier                               | Nézettség    |
| ---- | --- | -------------------------------------------------------------- | -------------------- | ----------------------------------------------------------------------------------- | ------------------------------------- | ------------ |
| 38.  | 1.  | Kísértethajó (Ghost Ship)                                      | Donald P. Bellisario | Történet: Paul T. Gillcrist és Donald P. Bellisario Tévéjáték: Donald P. Bellisario | 1997. szeptember 23. 1999. január 4.  | 12,42 millió |
| 39.  | 2.  | Sandra Gilbert pere (The Court-Martial of Sandra Gilbert)      | Alan J. Levi         | Stephen Zito                                                                        | 1997. szeptember 30. 1999. január 11. | 13,89 millió |
| 40.  | 3.  | Segíts, ha tudsz (The Good of the Service)                     | Alan J. Levi         | Larry Moskowitz                                                                     | 1997. október 7. 1999. január 18.     | 12,66 millió |
| 41.  | 4.  | Vakrepülés (Blind Side)                                        | Tony Wharmby         | Dana Coen                                                                           | 1997. október 14. 1999. január 25.    | 12,00 millió |
| 42.  | 5.  | A bolhák királya (King of the Fleas)                           | Tony Wharmby         | Dana Coen                                                                           | 1997. október 21. 1999. február 2.    | 12,48 millió |
| 43.  | 6.  | Az eltűnt F-14-es (Vanished)                                   | Alan J. Levi         | R. Scott Gemmill                                                                    | 1997. október 28. 1999. február 9.    | 14,70 millió |
| 44.  | 7.  | Mindenkivel szemben (Against All Enemies)                      | Joe Napolitano       | Alex Davidson                                                                       | 1997. november 4. 1999. február 15.   | 12,27 millió |
| 45.  | 8.  | Rivers hadnagy (Above and Beyond)                              | Tony Wharmby         | Paul Levine                                                                         | 1997. november 11. 1999. február 23.  | 13,85 millió |
| 46.  | 9.  | Ütközés (Impact)                                               | Paul Schneider       | R. Scott Gemmill                                                                    | 1997. november 18. 1999. március 2.   | 15,73 millió |
| 47.  | 10. | Az állam kontra Rabb (People v. Rabb)                          | Greg Beeman          | Larry Moskowitz                                                                     | 1997. november 25. 1999. március 9.   | 13,27 millió |
| 48.  | 11. | Védtelenül (Defenseless)                                       | Tony Wharmby         | Kimberly Costello                                                                   | 1997. december 9. 1999. március 16.   | 13,37 millió |
| 49.  | 12. | Ki vigyázz Annie-re (Someone to Watch over Annie)              | Greg Beeman          | Stephen Zito                                                                        | 1998. január 6. 1999. március 23.     | 14,17 millió |
| 50.  | 13. | A bosszú (With Intent to Die)                                  | Winrich Kolbe        | Larry Moskowitz                                                                     | 1998. január 13. 1999. március 30.    | 13,96 millió |
| 51.  | 14. | Apák napja (Father's Day)                                      | Tony Wharmby         | Dana Coen                                                                           | 1998. február 3. 1999. április 6.     | 12,78 millió |
| 52.  | 15. | A tegnap hősei (Yesterday's Heroes)                            | Greg Beeman          | R. Scott Gemmill                                                                    | 1998. február 24.                     | 13,17 millió |
| 53.  | 16. | Parancsnoki lánc (Chains of Command)                           | Tony Wharmby         | Stephen Zito                                                                        | 1998. március 3. 1999. április 20.    | 13,67 millió |
| 54.  | 17. | Az orvvadász (The Stalker)                                     | Scott Brazil         | Larry Moskowitz                                                                     | 1998. március 17. 1999. április 27.   | 13,71 millió |
| 55.  | 18. | Tigris-tigris (Tiger, Tiger)                                   | Tony Wharmby         | Thom Parham                                                                         | 1998. március 24. 1999. május 4.      | 14,29 millió |
| 56.  | 19. | Diana Song halála (Death Watch)                                | Donald P. Bellisario | Donald P. Bellisario                                                                | 1998. március 31. 1999. május 11.     | 13,81 millió |
| 57.  | 20. | Az imposztor (The Imposter)                                    | Alan J. Levi         | R. Scott Gemmill                                                                    | 1998. április 21. 1999. május 18.     | 12,00 millió |
| 58.  | 21. | Jimmy Blackhorse visszatérése (The Return of Jimmy Blackhorse) | Alan J. Levi         | Dana Coen                                                                           | 1998. április 28.                     | 14,02 millió |
| 59.  | 22. | Baleset Olaszországban (Clipped Wings)                         | Tony Wharmby         | Stephen Zito                                                                        | 1998. május 5.                        | 12,59 millió |
| 60.  | 23. | Esküvői harang blues (Wedding Bell Blues)                      | Alan J. Levi         | Történet: Larry Moskowitz Tévéjáték: R. Scott Gemmill & Stephen Zito                | 1998. május 12.                       | 13,37 millió |
| 61.  | 24. | Oroszországnak szeretettel (To Russia with Love)               | Tony Wharmby         | Larry Moskowitz & Donald P. Bellisario                                              | 1998. május 19.                       | 12,13 millió |

## 4. évad (1998-1999)
| Sor. | Év. | Cím                                                       | Rendező         | Író                                                               | Premier              | Nézettség    |
| ---- | --- | --------------------------------------------------------- | --------------- | ----------------------------------------------------------------- | -------------------- | ------------ |
| 62.  | 1.  | Tajga ereje (Gypsy Eyes)                                  | Tony Wharmby    | Donald P. Bellisario                                              | 1998. szeptember 22. | 15,80 millió |
| 63.  | 2.  | A nagykövet (Embassy)                                     | Alan J. Levi    | R. Scott Gemmill                                                  | 1998. szeptember 29. | 14,41 millió |
| 64.  | 3.  | Látszat és valóság (Innocence)                            | Tony Wharmby    | Dana Coen                                                         | 1998. október 6.     | 14,93 millió |
| 65.  | 4.  | Francesca után menni (Going After Francesca)              | Alan J. Levi    | Stephen Zito                                                      | 1998. október 13.    | 14,71 millió |
| 66.  | 5.  | A Martin Baker rajongói klub (The Martin Baker Fan Club)  | Tony Wharmby    | Dana Coen                                                         | 1998. október 20.    | 14,21 millió |
| 67.  | 6.  | Terrorcselekmény (Act of Terror)                          | Alan J. Levi    | Larry Moskowitz                                                   | 1998. október 27.    | 15,52 millió |
| 68.  | 7.  | Őrangyalok (Angels 30)                                    | Tony Wharmby    | R. Scott Gemmill                                                  | 1998. november 3.    | 15,14 millió |
| 69.  | 8.  | Mr. Rabb Washington-ba megy (Mr. Rabb Goes to Washington) | Jeannot Szwarc  | Stephen Zito                                                      | 1998. november 10.   | 17,11 millió |
| 70.  | 9.  | Az állam kontra Mac (People v. Mac)                       | Tony Wharmby    | Larry Moskowitz                                                   | 1998. november 17.   | 16,18 millió |
| 71.  | 10. | A lopakodó (The Black Jet)                                | Jeannot Szwarc  | David Zabel                                                       | 1998. november 24.   | 16,06 millió |
| 72.  | 11. | A magányos szívek klubja (Jaggle Bells)                   | Greg Beeman     | R. Scott Gemmill                                                  | 1998. december 15.   | 16,44 millió |
| 73.  | 12. | Mundér becsülete (Dungaree Justice)                       | Hugo Cortina    | David Zabel                                                       | 1999. január 12.     | 16,68 millió |
| 74.  | 13. | Háborús történetek (War Stories)                          | Greg Beeman     | Dana Coen                                                         | 1999. január 13.     | 15,56 millió |
| 75.  | 14. | Hazudós Webb (Webb of Lies)                               | Mark Horowitz   | R. Scott Gemmill                                                  | 1999. február 9.     | 15,43 millió |
| 76.  | 15. | Rivers hadnagy bűne (Rivers' Run)                         | Greg Beeman     | Larry Moskowitz                                                   | 1999. február 16.    | 17,22 millió |
| 77.  | 16. | Hangtalan szolgálat (Silent Service)                      | Alan J. Levi    | Dana Coen                                                         | 1999. február 23.    | 16,37 millió |
| 78.  | 17. | Senki fia (Nobody's Child)                                | Tony Wharmby    | Stephen Zito                                                      | 1999. március 2.     | 15,80 millió |
| 79.  | 18. | Összeomlás (Shakedown)                                    | Alan J. Levi    | R. Scott Gemmill                                                  | 1999. március 30.    | 15,31 millió |
| 80.  | 19. | Az ellenfelek (The Adversaries)                           | Tony Wharmby    | Történet: Dana Coen és Larry Moskowitz Tévéjáték: Larry Moskowitz | 1999. április 13.    | 13,22 millió |
| 81.  | 20. | A viszontlátás (Second Sight)                             | Terrence O'Hara | Dana Coen                                                         | 1999. április 27.    | 14,42 millió |
| 82.  | 21. | Tükörrengeteg (Wilderness of Mirrors)                     | Alan J. Levi    | Paul Levine                                                       | 1999. május 4.       | 14,06 millió |
| 83.  | 22. | Lélekbújócska (Soul Searching)                            | Jeannot Szwarc  | Donald P. Bellisario                                              | 1999. május 11.      | 13,10 millió |
| 84.  | 23. | Ó, baby (Yeah, Baby)                                      | Alan J. Levi    | R. Scott Gemmill                                                  | 1999. május 18.      | 14,21 millió |
| 85.  | 24. | Búcsúzás (Goodbyes)                                       | Jeannot Szwarc  | Stephen Zito                                                      | 1999. május 25.      | 12,92 millió |

## 5. évad (1999-2000)
| Sor. | Év. | Cím                                                       | Rendező                               | Író                                                                                                | Premier                                 | Nézettség    |
| ---- | --- | --------------------------------------------------------- | ------------------------------------- | -------------------------------------------------------------------------------------------------- | --------------------------------------- | ------------ |
| 86.  | 1.  | A zöld tábla királya (King of the Greenie Board)          | Alan J. Levi                          | John Schulian                                                                                      | 1999. szeptember 21. 2000. november 27. | 15,81 millió |
| 87.  | 2.  | Az alapszerződés szabályai (Rules of Engagement)          | Jeannot Szwarc                        | Ed Zuckerman                                                                                       | 1999. szeptember 28.                    | 17,00 millió |
| 88.  | 3.  | Az igazi hivatás (True Callings)                          | Alan J. Levi                          | Történet: Ed Zuckerman & John Schulian & Paul T. Gillcrist Tévéjáték: Ed Zuckerman & John Schulian | 1999. október 5.                        | 15,57 millió |
| 89.  | 4.  | A visszatérés (The Return)                                | Greg Beeman                           | Larry Moskowitz                                                                                    | 1999. október 12.                       | 16,33 millió |
| 90.  | 5.  | A front és a központ (Front and Center)                   | Alan Myerson                          | Dana Coen                                                                                          | 1999. október 19.                       | 16,19 millió |
| 91.  | 6.  | Lelki harcos (Psychic Warrior)                            | Greg Beeman                           | Paul Levine                                                                                        | 1999. november 2.                       | 17,18 millió |
| 92.  | 7.  | Gazember (Rogue)                                          | Tony Wharmby                          | Larry Moskowitz                                                                                    | 1999. november 9.                       | 16,79 millió |
| 93.  | 8.  | Az ezredes felesége (The Colonel's Wife)                  | Alan J. Levi                          | John Schulian                                                                                      | 1999. november 16.                      | 16,95 millió |
| 94.  | 9.  | Megvető szavak (Contemptuous Words)                       | Jeannot Szwarc                        | Ed Zuckerman                                                                                       | 1999. november 23.                      | 14,57 millió |
| 95.  | 10. | Baleset (Mishap)                                          | Terrence O'Hara                       | Larry Moskowitz                                                                                    | 1999. november 30.                      | 18,32 millió |
| 96.  | 11. | Régmúlt karácsony szellemei (Ghosts of Christmas Past)    | Alan J. Levi                          | Történet: Donald P. Bellisario Tévéjáték: Ed Zuckerman & John Schulian                             | 1999. december 14.                      | 16,01 millió |
| 97.  | 12. | Perújrafelvétel (Into the Breech)                         | Mark Horowitz                         | Paul Levine                                                                                        | 2000. január 11.                        | 13,85 millió |
| 98.  | 13. | Élet vagy halál (Life or Death)                           | Tony Wharmby                          | Catherine Stribling                                                                                | 2000. január 18.                        | 14,19 millió |
| 99.  | 14. | Kabinnyomás (Cabin Pressure)                              | Jeannot Szwarc                        | Dana Coen                                                                                          | 2000. február 1.                        | 14,45 millió |
| 100. | 15. | A bumeráng 1. rész (Boomerang Part 1)                     | Donald P. Bellisario & Jeannot Szwarc | Donald P. Bellisario                                                                               | 2000. február 8.                        | 15,23 millió |
| 101. | 16. | A bumeráng 2. rész (Boomerang Part 2)                     | Jeannot Szwarc & Donald P. Bellisario | Donald P. Bellisario                                                                               | 2000. február 15.                       | 16,59 millió |
| 102. | 17. | Galindez kontra Maryland (People v. Gunny)                | Terrence O'Hara                       | Larry Moskowitz                                                                                    | 2000. február 22.                       | 15,80 millió |
| 103. | 18. | Híd Kang So Ri-nál (The Bridge at Kang So Ri)             | Ian Toynton                           | Ed Zuckerman & Paul Levine                                                                         | 2000. február 29.                       | 15,19 millió |
| 104. | 19. | Ígéretek (Promises)                                       | Arthur W. Forney                      | John Schulian                                                                                      | 2000. március 28.                       | 15,17 millió |
| 105. | 20. | Az ugrás (Drop Zone)                                      | Hugo Cortina                          | Larry Moskowitz                                                                                    | 2000. április 4.                        | 14,38 millió |
| 106. | 21. | Gulporti boszorkányok (The Witches of Gulfport)           | Tony Wharmby                          | Dana Coen                                                                                          | 2000. április 25.                       | 12,67 millió |
| 107. | 22. | Lejárt és feltehetően elveszett (Overdue & Presumed Lost) | Tony Wharmby                          | John Schulian & Paul Levine                                                                        | 2000. május 2.                          | 12,50 millió |
| 108. | 23. | Haditengerészeti ügyek (Real Deal Seal)                   | Terrence O'Hara                       | Paul Levine                                                                                        | 2000. május 9.                          | 12,95 millió |
| 109. | 24. | Testbeszéd (Body Talk)                                    | Terrence O'Hara                       | Dana Coen                                                                                          | 2000. május 16.                         | 13,21 millió |
| 110. | 25. | Felszíni hadviselés (Surface Warfare)                     | Jeannot Szwarc                        | Ed Zuckerman                                                                                       | 2000. május 23.                         | 13,24 millió |

## 6. évad (2000-2001)
| Sor. | Év. | Cím                                                           | Rendező             | Író                                                                    | Premier            | Nézettség    |
| ---- | --- | ------------------------------------------------------------- | ------------------- | ---------------------------------------------------------------------- | ------------------ | ------------ |
| 111. | 1.  | Örökség 1. rész (Legacy, Part 1)                              | Terrence O'Hara     | Ed Zuckerman & Paul Levine                                             | 2000. október 3.   | 13,46 millió |
| 112. | 2.  | Örökség 2. rész (Legacy, Part 2)                              | Terrence O'Hara     | Ed Zuckerman & Paul Levine                                             | 2000. október 10.  | 14,07 millió |
| 113. | 3.  | Szárazföldi haderők (Florida Straits)                         | Alan J. Levi        | Dana Coen                                                              | 2000. október 17.  | 13,64 millió |
| 114. | 4.  | Kockázatos repülés (Flight Risk)                              | Bradford May        | Jonathan Robert Kaplan                                                 | 2000. október 24.  | 12,37 millió |
| 115. | 5.  | Tárgyalás a tévében (JAG TV)                                  | Scott Brazil        | Patrick Labyorteaux                                                    | 2000. október 31.  | 13,82 millió |
| 116. | 6.  | A hercegnő és az altiszt (The Princess and the Petty Officer) | Alan J. Levi        | Mark Saraceni                                                          | 2000. november 14. | 13,04 millió |
| 117. | 7.  | Különbéke 1. rész (A Separate Peace, Part 1)                  | Jeannot Szwarc      | Stephen Zito                                                           | 2000. november 21. | 12,90 millió |
| 118. | 8.  | Különbéke 2. rész (A Separate Peace, Part 2)                  | Terrence O'Hara     | Stephen Zito                                                           | 2000. november 28. | 13,47 millió |
| 119. | 9.  | Családi titkok (Family Secrets)                               | Bradford May        | Paul Levine                                                            | 2000. december 12. | 13,53 millió |
| 120. | 10. | Kusza kapcsolatok (Touch and Go)                              | James Whitmore Jr.  | Dana Coen                                                              | 2001. január 9.    | 15,26 millió |
| 121. | 11. | Baby, az út csak rám vár (Baby, It's Cold Outside)            | Hugo Cortina        | Stephen Zito                                                           | 2001. január 16.   | 15,24 millió |
| 122. | 12. | Összeütközések (Collision Course)                             | Greg Beeman         | Jonathan Robert Kaplan                                                 | 2001. január 30.   | 16,29 millió |
| 123. | 13. | Csodák (Miracles)                                             | Mark Horowitz       | Ed Zuckerman                                                           | 2001. február 6.   | 15,39 millió |
| 124. | 14. | Gyilkos ösztön (Killer Instinct)                              | Jerry London        | Mark Saraceni                                                          | 2001. február 13.  | 15,16 millió |
| 125. | 15. | Fémkoporsó (Iron Coffin)                                      | Scott Brazil        | Paul Levine                                                            | 2001. február 20.  | 15,63 millió |
| 126. | 16. | Menj vissza, a pokolba (Retreat, Hell)                        | Jeannot Szwarc      | Stephen Zito                                                           | 2001. február 27.  | 15,94 millió |
| 127. | 17. | Bátorság (Valor)                                              | Terrence O'Hara     | Douglas Stark                                                          | 2001. március 13.  | 13,39 millió |
| 128. | 18. | Szabadság (Liberty)                                           | Jeannot Szwarc      | Larry Moskowitz                                                        | 2001. március 27.  | 14,08 millió |
| 129. | 19. | Megváltás (Salvation)                                         | Bradford May        | Ed Zuckerman                                                           | 2001. április 10.  | 11,99 millió |
| 130. | 20. | Sétarepülés (To Walk on Wings)                                | Michael Schultz     | Történet: Paul Levine és Jonathan Robert Kaplan Tévéjáték: Paul Levine | 2001. április 24.  | 12,08 millió |
| 131. | 21. | Múlt idő (Past Tense)                                         | Bradford May        | Dana Coen                                                              | 2001. május 1.     | 11,26 millió |
| 132. | 22. | Életutak (Lifeline)                                           | David James Elliott | Larry Moskowitz                                                        | 2001. május 8.     | 12,33 millió |
| 133. | 23. | A lázadás (Mutiny)                                            | Mark Horowitz       | Ed Zuckerman & Nelson Costello                                         | 2001. május 15.    | 11,31 millió |
| 134. | 24. | Tajtékos vizeken 1. rész (Adrift, Part 1)                     | Scott Brazil        | Stephen Zito & Dana Coen                                               | 2001. május 22.    | 15,14 millió |

## 7. évad (2001-2002)
| Sor. | Év. | Cím                                        | Rendező            | Író                                                         | Premier              | Nézettség    |
| ---- | --- | ------------------------------------------ | ------------------ | ----------------------------------------------------------- | -------------------- | ------------ |
| 135. | 1.  | Tajtékos vizeken 2. rész (Adrift, Part 2)  | Bradford May       | Dana Coen & Stephen Zito                                    | 2001. szeptember 25. | 17,81 millió |
| 136. | 2.  | Új fegyver a városban (New Gun in Town)    | Terrence O'Hara    | Stephen Zito                                                | 2001. október 2.     | 15,92 millió |
| 137. | 3.  | Férfiak mértéke (Measure of Men)           | Bradford May       | Dana Coen                                                   | 2001. október 9.     | 17,04 millió |
| 138. | 4.  | A bűntudat (Guilt)                         | Greg Beeman        | David Ehrman                                                | 2001. október 16.    | 17,27 millió |
| 139. | 5.  | Vegyes üzenetek (Mixed Messages)           | Scott Brazil       | Nan Hagan                                                   | 2001. október 23.    | 17,88 millió |
| 140. | 6.  | A megváltás (Redemption)                   | James Whitmore Jr. | David Ehrman                                                | 2001. október 30.    | 14,90 millió |
| 141. | 7.  | Csapda (Ambush)                            | Bradford May       | Don McGill                                                  | 2001. november 6.    | 16,67 millió |
| 142. | 8.  | Jag-a-thon (Jagathon)                      | Scott Brazil       | Történet: Dana Coen és J. Jetsyn Tache Tévéjáték: Dana Coen | 2001. november 13.   | 17,11 millió |
| 143. | 9.  | Kutyarabló 1. rész (Dog Robber, Part 1)    | Terrence O'Hara    | Stephen Zito                                                | 2001. november 20.   | 15,50 millió |
| 144. | 10. | Kutyarabló 2. rész (Dog Robber, Part 2)    | Jerry London       | Stephen Zito                                                | 2001. november 27.   | 15,99 millió |
| 145. | 11. | Megválasztott imák (Answered Prayers)      | Terrence O'Hara    | Történet: Nan Hagen és Paul Levine Tévéjáték: Paul Levine   | 2001. december 11.   | 16,41 millió |
| 146. | 12. | Tőkebűnözés (Capital Crime)                | Richard Compton    | Don McGill                                                  | 2002. január 8.      | 16,68 millió |
| 147. | 13. | Magatartási kódex (Code of Conduct)        | Dennis Smith       | Dana Coen                                                   | 2002. január 15.     | 18,12 millió |
| 148. | 14. | Kakukktojás (Odd Man Out)                  | Michael Switzer    | David Ehrman                                                | 2002. január 22.     | 16,26 millió |
| 149. | 15. | Tetőtől talpig (Head to Toe)               | Terrence O'Hara    | Dana Coen & Don McGill                                      | 2002. február 5.     | 16,42 millió |
| 150. | 16. | A küldetés 1. rész (The Mission)           | Rod Hardy          | Stephen Zito                                                | 2002. február 26.    | 17,12 millió |
| 151. | 17. | Perdöntő bizonyíték (Exculpatory Evidence) | Harvey S. Laidman  | Eric A. Morris                                              | 2002. március 5.     | 15,46 millió |
| 152. | 18. | Hősimádat (Hero Worship)                   | Rod Hardy          | Történet: Dana Coen Tévéjáték: Don McGill & Dana Coen       | 2002. március 12.    | 16,36 millió |
| 153. | 19. | Első áldozat (First Casualty)              | Oz Scott           | Paul Levine                                                 | 2002. március 26.    | 15,85 millió |
| 154. | 20. | A Port Chicago katasztrófa (Port Chicago)  | Jeannot Szwarc     | Don McGill                                                  | 2002. április 9.     | 14,82 millió |
| 155. | 21. | Bíróság (Tribunal)                         | Mark Horowitz      | Charles Holland                                             | 2002. április 30.    | 13,60 millió |
| 156. | 22. | A becsület védelme (Defending His Honor)   | Jeannot Szwarc     | Lynnie Greene & Richard Levine                              | 2002. május 7.       | 13,21 millió |
| 157. | 23. | Az országban (In Country)                  | Hugo Cortina       | Dana Coen                                                   | 2002. május 14.      | 12,84 millió |
| 158. | 24. | Ellenség lent (Enemy Below)                | Bradford May       | Történet: Donald P. Bellisario Tévéjáték: Charles Holland   | 2002. május 21.      | 14,15 millió |

## 8. évad (2002-2003)
| Sor. | Év. | Cím                                                | Rendező              | Író                                                                          | Premier              | Nézettség    |
| ---- | --- | -------------------------------------------------- | -------------------- | ---------------------------------------------------------------------------- | -------------------- | ------------ |
| 159. | 1.  | Válságos állapotban (Critical Condition)           | Jeannot Szwarc       | Történet: Donald P. Bellisario és Charles Holland Tévéjáték: Charles Holland | 2002. szeptember 24. | 16,13 millió |
| 160. | 2.  | Az ígéret földje (The Promised Land)               | Scott Brazil         | Dana Coen                                                                    | 2002. október 1.     | 14,81 millió |
| 161. | 3.  | Családi ügyek (Family Business)                    | Bradford May         | Steven Smith                                                                 | 2002. október 8.     | 14,82 millió |
| 162. | 4.  | Veszélyes játék (Dangerous Game)                   | Terrence O'Hara      | John Chambers                                                                | 2002. október 15.    | 15,03 millió |
| 163. | 5.  | Ritka levegőben (In Thin Air)                      | Harvey S. Laidman    | Don McGill                                                                   | 2002. október 22.    | 14,56 millió |
| 164. | 6.  | Támadás (Offensive Action)                         | Dennis Smith         | Lynnie Greene & Richard Levine                                               | 2002. október 29.    | 15,66 millió |
| 165. | 7.  | Tudnunk kell (Need to Know)                        | Bradford May         | Philip DeGuere, Jr.                                                          | 2002. november 5.    | 14,69 millió |
| 166. | 8.  | Hadikészültség (Ready or Not)                      | Philip Sgriccia      | Don McGill                                                                   | 2002. november 12.   | 14,89 millió |
| 167. | 9.  | Amikor elkél a segítség (When the Bough Breaks)    | Richard Compton      | Darcy Meyers                                                                 | 2002. november 19.   | 15,75 millió |
| 168. | 10. | A gyilkos (The Killer)                             | Michael Schultz      | Charles Holland                                                              | 2002. november 26.   | 15,15 millió |
| 169. | 11. | Mind, ki hívő (All Ye Faithful)                    | Kenneth Johnson      | Dana Coen                                                                    | 2002. december 17.   | 13,62 millió |
| 170. | 12. | Komplikációk (Complications)                       | Bradford May         | Paul Levine                                                                  | 2003. január 7.      | 16,05 millió |
| 171. | 13. | Etikai kódex (Standards of Conduct)                | Rod Hardy            | Philip DeGuere, Jr.                                                          | 2003. január 21.     | 14,30 millió |
| 172. | 14. | Mind angyalok vagyunk (Each of Us Angels)          | Bradford May         | Darcy Meyers                                                                 | 2003. február 4.     | 14,10 millió |
| 173. | 15. | Baráti tűz (Friendly Fire)                         | Kenneth Johnson      | Paul Levine                                                                  | 2003. február 11.    | 13,54 millió |
| 174. | 16. | Szív és lélek (Heart and Soul)                     | Bradford May         | Dana Coen                                                                    | 2003. február 18.    | 15,36 millió |
| 175. | 17. | Üres tegez (Empty Quiver)                          | Kenneth Johnson      | Philip DeGuere, Jr.                                                          | 2003. február 25.    | 15,80 millió |
| 176. | 18. | A szerencse fia (Fortunate Son)                    | Terrence O'Hara      | Darcy Meyers                                                                 | 2003. március 18.    | 14,03 millió |
| 177. | 19. | Az újrakezdés (Second Acts)                        | Kenneth Johnson      | Történet: Don McGill Tévéjáték: Philip DeGuere, Jr.                          | 2003. április 1.     | 11,85 millió |
| 178. | 20. | A jégkirálynő (Ice Queen)                          | Donald P. Bellisario | Donald P. Bellisario & Don McGill                                            | 2003. április 22.    | 13,84 millió |
| 179. | 21. | A fordulat (Meltdown)                              | Scott Brazil         | Donald P. Bellisario & Don McGill                                            | 2003. április 29.    | 13,63 millió |
| 180. | 22. | Ügyvédek, puska és pénz (Lawyers, Guns, and Money) | Bradford May         | Dana Coen & Stephen Zito                                                     | 2003. május 6.       | 12,75 millió |
| 181. | 23. | Páros tánc (Pas de Deux)                           | Bradford May         | Dana Coen & Stephen Zito                                                     | 2003. május 13.      | 12,64 millió |
| 182. | 24. | Elsodródva 1. rész (A Tangled Webb Part 1)         | Bradford May         | Stephen Zito                                                                 | 2003. május 20.      | 13,27 millió |

## 9. évad (2003-2004)
| Sor. | Év. | Cím                                                         | Rendező             | Író                       | Premier              | Nézettség    |
| ---- | --- | ----------------------------------------------------------- | ------------------- | ------------------------- | -------------------- | ------------ |
| 183. | 1.  | Elsodródva 2. rész (A Tangled Webb, Part 2)                 | Bradford May        | Stephen Zito              | 2003. szeptember 26. | 13,76 millió |
| 184. | 2.  | Futóhomok (Shifting Sands)                                  | Jeannot Szwarc      | Dana Coen                 | 2003. október 3.     | 13,42 millió |
| 185. | 3.  | Titkos ügynök (Secret Agent Man)                            | Bradford May        | Darcy Meyers              | 2003. október 10.    | 11,60 millió |
| 186. | 4.  | Az, aki megszökött (The One That Got Away)                  | Kenneth Johnson     | Thomas L. Moran           | 2003. október 17.    | 12,30 millió |
| 187. | 5.  | Földetérés (Touchdown)                                      | Dennis Smith        | Matt Witten               | 2003. október 24.    | 12,47 millió |
| 188. | 6.  | Vissza a nyeregbe (Back in the Saddle)                      | Kenneth Johnson     | Stephen Zito              | 2003. október 31.    | 12,19 millió |
| 189. | 7.  | Közelharc (Close Quarters)                                  | Bradford May        | Dana Coen                 | 2003. november 7.    | 13,05 millió |
| 190. | 8.  | Legyen kísérve (Posse Comitatus)                            | Stephen Cragg       | Paul Levine               | 2003. november 14.   | 13,60 millió |
| 191. | 9.  | A dicsekvés (The Boast)                                     | Bradford May        | Matt Witten               | 2003. november 21.   | 13,26 millió |
| 192. | 10. | Pulzusszám (Pulse Rate)                                     | LeVar Burton        | Darcy Meyers              | 2003. december 2.    | 13,00 millió |
| 193. | 11. | Egy boldog kis karácsony (A Merry Little Christmas)         | Bradford May        | Stephen Zito              | 2003. december 12.   | 12,56 millió |
| 194. | 12. | Egy lány legjobb barátja (A Girl's Best Friend)             | James Keach         | Darcy Meyers              | 2004. január 9.      | 12,32 millió |
| 195. | 13. | Jószándék (Good Intentions)                                 | Michael Fresco      | Thomas L. Moran           | 2004. január 16.     | 12,05 millió |
| 196. | 14. | Az állam kontra a titkos haditengerészet (People v. SecNav) | Dennis Smith        | Larry Moskowitz           | 2004. február 6.     | 12,45 millió |
| 197. | 15. | Összeomlás (Crash)                                          | Bradford May        | Matt Witten               | 2004. február 13.    | 11,37 millió |
| 198. | 16. | Perzsa-öböl (Persian Gulf)                                  | Kenneth Johnson     | Philip DeGuere, Jr.       | 2004. február 20.    | 11,84 millió |
| 199. | 17. | Fogd úgy, mint egy férfi (Take It Like a Man)               | David James Elliott | Darcy Meyers              | 2004. február 27.    | 11,81 millió |
| 200. | 18. | Mi van ha? (What If?)                                       | Kenneth Johnson     | Stephen Zito & Don McGill | 2004. március 12.    | 10,45 millió |
| 201. | 19. | Nehéz időszak (Hard Time)                                   | Bradford May        | Dana Coen                 | 2004. április 2.     | 11,02 millió |
| 202. | 20. | Harci szavak (Fighting Words)                               | Jeannot Szwarc      | Matt Witten               | 2004. április 30.    | 9,63 millió  |
| 203. | 21. | Hazatérés (Coming Home)                                     | Bradford May        | Stephen Zito              | 2004. május 7.       | 10,16 millió |
| 204. | 22. | Trójai faló (Trojan Horse)                                  | Peter Ellis         | Darcy Meyers              | 2004. május 14.      | 9,25 millió  |
| 205. | 23. | Fogadás és búcsú 1. rész (Hail and Farewell, Part 1)        | Dennis Smith        | Dana Coen                 | 2004. május 21.      | 11,54 millió |

## 10. évad (2004-2005)
| Sor. | Év. | Cím                                                          | Rendező             | Író                                                                         | Premier              | Nézettség    |
| ---- | --- | ------------------------------------------------------------ | ------------------- | --------------------------------------------------------------------------- | -------------------- | ------------ |
| 206. | 1.  | Fogadás és búcsú 2. rész (Hail and Farewell, Part 2)         | Terrence O'Hara     | Stephen Zito                                                                | 2004. szeptember 24. | 9,95 millió  |
| 207. | 2.  | Hivatásos fosztogatók (Corporate Raiders)                    | Bradford May        | Don McGill                                                                  | 2004. október 1.     | 9,28 millió  |
| 208. | 3.  | Újratárgyalás (Retrial)                                      | Jeannot Szwarc      | Larry Moskowitz                                                             | 2004. október 15.    | 10,36 millió |
| 209. | 4.  | Új szelek fújnak (Whole New Ball Game)                       | Terrence O'Hara     | Darcy Meyers                                                                | 2004. október 29.    | 9,37 millió  |
| 210. | 5.  | Jelentés Bagdadból (This Just In from Baghdad)               | Bradford May        | Philip DeGuere, Jr.                                                         | 2004. november 5.    | 9,63 millió  |
| 211. | 6.  | Egy hajóban evezünk (One Big Boat)                           | Kenneth Johnson     | Dana Coen                                                                   | 2004. november 12.   | 10,41 millió |
| 212. | 7.  | Delta bázis (Camp Delta)                                     | Oz Scott            | Larry Moskowitz                                                             | 2004. november 19.   | 9,85 millió  |
| 213. | 8.  | Teljes készültség (There Goes the Neighborhood)              | David James Elliott | Darcy Meyers                                                                | 2004. november 26.   | 10,21 millió |
| 214. | 9.  | Az ember a hídon (The Man on the Bridge)                     | Vern Gillum         | Don McGill                                                                  | 2004. december 10.   | 10,67 millió |
| 215. | 10. | Négy százalék esély (The Four Percent Solution)              | Dennis Smith        | Dana Coen                                                                   | 2004. december 17.   | 9,03 millió  |
| 216. | 11. | Automaták a népért (Automatic for the People)                | Kenneth Johnson     | Történet: Philip DeGuere, Jr. & Darcy Meyers Tévéjáték: Philip DeGuere, Jr. | 2005. január 7.      | 10,58 millió |
| 217. | 12. | A hatodik esküdt (The Sixth Juror)                           | Bradford May        | Paul Levine                                                                 | 2005. január 14.     | 9,95 millió  |
| 218. | 13. | A sötétség szívében (Heart of Darkness)                      | Bradford May        | Paul Levine                                                                 | 2005. február 4.     | 10,10 millió |
| 219. | 14. | Szolgálatra alkalmas (Fit for Duty)                          | Randy D. Wiles      | Don McGill & Darcy Meyers                                                   | 2005. február 11.    | 9,25 millió  |
| 220. | 15. | Viharok az Öbölben (Bridging the Gulf)                       | Dennis Smith        | Larry Moskowitz                                                             | 2005. február 18.    | 9,51 millió  |
| 221. | 16. | A Malacca-szoros (Straits of Malacca)                        | Richard Compton     | Darcy Meyers                                                                | 2005. február 25.    | 10,30 millió |
| 222. | 17. | JAG: San Diego (JAG: San Diego)                              | Vern Gillum         | Történet: Larry Moskowitz Tévéjáték: Don McGill & Larry Moskowitz           | 2005. március 11.    | 8,98 millió  |
| 223. | 18. | Halál a mecsetben (Death at the Mosque)                      | Bradford May        | Stephen Zito                                                                | 2005. április 1.     | 9,01 millió  |
| 224. | 19. | Két város (Two Towns)                                        | Kenneth Johnson     | Dana Coen                                                                   | 2005. április 8.     | 9,02 millió  |
| 225. | 20. | Az ismeretlen katona (Unknown Soldier)                       | Mike Vejar          | Történet: Joseph C. Wilson Tévéjáték: Aurorae Khoo & Stephen Lyons          | 2005. április 15.    | 9,25 millió  |
| 226. | 21. | Az álomcsapat (Dream Team)                                   | Vern Gillum         | Larry Moskowitz & Don McGill                                                | 2005. április 22.    | 10,24 millió |
| 227. | 22. | Jó szelek és széles tengerek (Fair Winds and Following Seas) | Bradford May        | Stephen Zito                                                                | 2005. április 29.    | 13,98 millió |